# Kabale und Liebe (film 1913)
Kabale und Liebe è un cortometraggio muto del 1913 diretto e interpretato da Friedrich Fehér. Fu il primo adattamento per lo schermo del dramma di Friedrich Schiller Kabale und Liebe (tradotto in italiano Intrigo e amore), dramma che era stato musicato da Giuseppe Verdi nel 1849 con la Luisa Miller.

## Produzione
Il film - un cortometraggio in tre bobine - fu prodotto dalla Deutsche Mutoskop und Biograph (DMB).

## Distribuzione
Uscì nelle sale cinematografiche tedesche il 18 marzo 1913.